# 남동해수산연구소
남동해수산연구소(南東海水産硏究所)는 대한민국 남동해의 연근해에 관한 수산시험 및 연구사업을 관장하는 국립수산과학원의 소속기관이다. 2010년 2월 26일 발족하였으며, 경상남도 통영시 산양읍 산양일주로 397-68에 위치하고 있다. 소장은 기술서기관 또는 해양수산연구관으로 보한다.

## 연혁
- 1976년 7월 15일: 국립수산진흥원 소속으로 충무패류연구소 설치.
- 1985년 4월 26일: 충무수산연구소로 개편.
- 1988년 11월 7일: 통영수산연구소로 개편.
- 1993년 2월 10일: 남해수산연구소로 통합.
- 2002년 3월 2일: 국립수산과학원 소속으로 변경.
- 2010년 2월 26일: 남해수산연구소로부터 부산광역시와 경상남도를 이관받아 남동해수산연구소 설치.

## 관할구역
- 부산광역시
- 경상남도

## 조직

### 소장
- 연구지원과[1]
- 자원환경과[2]
- 양식산업과[2]

## 시험조사선
- 탐구10호
- 탐구19호